# Australische zeeleeuw
De Australische zeeleeuw (Neophoca cinerea) is een zeeroofdier uit de familie der oorrobben. De Australische zeeleeuw komt enkel voor langs de kust van Zuid-Australië.

## Beschrijving
De Australische zeeleeuw kent seksuele dimorfie. Vrouwtjes zijn veel kleiner dan mannetjes, hebben een ander kleurpatroon en missen de lange manen. Het vrouwtje heeft zilvergrijze flanken en rug, met een roomgele tot beige buik en kop. Ze wordt 130 tot 180 centimeter lang en 70 tot 110 kilogram zwaar. Het volwassen mannetje heeft een zwartachtige donkerbruine vacht, met een lichtere borst en een donker gezichtsmasker. Jonge mannetjes hebben een vacht die meer op dat van vrouwtjes lijkt. Over de schouders loopt een maan van lange, ruwe haren. Het mannetje wordt 200 tot 250 centimeter lang en 250 tot 300 kilogram zwaar.

## Verspreiding en voedsel
De Australische zeeleeuw komt enkel voor op eilanden en in de kustwateren van West- en Zuid-Australië, waar zo'n tien- tot twaalfduizend dieren leven.
Ze trekken zelden ver weg van de kust, en blijven meestal boven het continentaal plat. De Australische zeeleeuw eet inktvissen en vissen, waaronder wijting, zalm, haaien en roggen. Soms eten ze kreeftachtigen. Een enkele keer is waargenomen dat Australische zeeleeuwen pinguïns op het land vingen en doodden.

## Voortplanting
In de paartijd (meestal oktober tot december, maar afhankelijk van de locatie) verzamelen de zeeleeuwen zich op de werpstranden, in groepen van zo'n tweehonderd dieren. Als werpstrand geeft het vrouwtje de voorkeur voor zandstranden of stranden met kleine, ronde stenen. Mannetjes zijn territoriaal, en zullen meestal andere mannetjes uit hun territorium wegjagen. Tien dagen na de worp vindt de paring plaats.
Jongen worden pas zo'n 18 maanden na de paring geboren. Dit komt doordat de Australische zeeleeuw een verlengde draagtijd kent: de bevruchte eicel blijft voor een periode van 3,5 tot 5 maanden niet in ontwikkeling. Hierna volgt de eigenlijke draagtijd van zo'n veertien maanden, meer dan die van enig ander zeeroofdier.
Pasgeboren jongen hebben een chocoladebruine vacht met een bleek geelbruine kruin. Ze zijn 62 tot 68 centimeter lang en 6,4 tot 7,9 kilogram zwaar. Na twee maanden wordt deze ingewisseld voor een vacht die meer lijkt op die van een volwassen vrouwtje. Als de moeder op jacht gaat, verzamelen de jongen zich in zogenaamde crèches. De moeder vindt haar eigen jong weer terug dankzij de roep, die voor ieder jong uniek is.
Jongen worden meestal gezoogd totdat het volgende jong wordt geboren, dus zo'n achttien maanden later. Vrouwtjes zijn na 4,5 tot 6 jaar geslachtsrijp, mannetjes vanaf zes jaar.